# Biela vyvieračka
Biela vyvieračka – (historyczna nazwa: Margita; pol. Białe Wywierzysko) – wywierzysko w Krasie Słowacko-Węgierskim w południowej Słowacji, odwadniające fragment zachodniej części Płaskowyżu Silickiego.

## Położenie
Znajduje się u zachodnich podnóży Płaskowyżu Silickiego, na wysokości 241 m n.p.m., nad doliną Slanéj, ok. 500 m na północ od centrum zabudowy miejscowości Gombasek (dziś w granicach administracyjnych wsi Slavec) i udostępnionej obecnie do zwiedzania Jaskini Gombaseckiej. Znane od dawna, ponieważ leży przy starej drodze wozowej (tzw. Gombasecký závoz), wyprowadzającej na płaskowyż. Wypływający z niego krótki Biely potok uchodzi do przepływającej w pobliżu rzeki Slaná.
Wywierzysko leży w granicach Parku Narodowego Słowacki Kras.

## Charakterystyka
Obfity wypływ powstał tu w miejscu, w którym porowate, pocięte szczelinami i zasobne w wodę wapienie podścielone są cienką warstwą nieprzepuszczalnych łupków ilastych. Jego maksymalna wydajność określana jest na 80 l/s.
Wywierzysko odwadnia fragment Płaskowyżu Silickiego położony w rejonie głębokiej jaskini Brázda. Prowadzone w latach 80. XX w. badania wykazały jednak, że systemy wodne poszczególnych wywierzysk zachodniego skraju Płaskowyżu Silickiego nie są całkowicie od siebie izolowane i po dłuższym czasie (nawet kilkudziesięciu dni) możliwe jest pojawianie się w Białym Wywierzysku wód ze znacznie bardziej oddalonych obszarów Płaskowyżu.
Przed wywierzyskiem odnaleziono ślady osadnictwa związanego z kulturą kyjatycką, funkcjonującego tu niewątpliwie dzięki stałej obfitości dobrej wody. W czasach historycznych zapewniało dostatek wody funkcjonującemu tuż obok klasztorowi paulinów i folwarkowi Andraássych. Obecnie wywierzysko jest podbudowane niewielką betonową zaporą.

## Turystyka
Drogą, idącą ok. 30 m poniżej wywierzyska, biegnie żółto znakowany szlak turystyczny na odcinku Slavec-Jaskinia Gombasecka-Silica, szlak rowerowy oraz znakowana w formie pętli ścieżka dydaktyczna „Gombasek” (słow. Náučný chodník Gombasek).